# Giro delle Valli Aretine
El Giro delle Valli Aretine és una competició ciclista italiana d'un sol dia que es disputava anualment als voltants d'Arezzo, a la Toscana. De 2005 a 2010 va formar part del circuit de l'UCI Europa Tour, amb una categoria 1.2.

## Palmarès
| Any  | Vencedor               | Segon               | Tercer             |
| ---- | ---------------------- | ------------------- | ------------------ |
| 1958 | Mario Camilletti       |                     |                    |
| 1959 | Silvano Quattrini      |                     |                    |
| 1960 | Carlo Storai           |                     |                    |
| 1961 | Gino Angelini          |                     |                    |
| 1962 | Rolando Picchiotti     |                     |                    |
| 1963 | Sergio Michelotti      |                     |                    |
| 1964 | Marcello Mangani       |                     |                    |
| 1965 | Luigi Reggi            |                     |                    |
| 1966 | Ottorino Benedetti     |                     |                    |
| 1967 | Giuseppe Trinci        |                     |                    |
| 1968 | Sauro Berti            |                     |                    |
| 1969 | Wilmo Francioni        |                     |                    |
| 1970 | Nazzareno Pola         |                     |                    |
| 1971 | Mario Giaccone         |                     |                    |
| 1972 | Francesco Moser        |                     |                    |
| 1973 | Bruce Biddle           |                     |                    |
| 1974 | Glauco Santoni         |                     |                    |
| 1975 | Carmelo Barone         |                     |                    |
| 1976 | Flavio Miozzo          |                     |                    |
| 1977 | Leonardo Bevilacqua    |                     |                    |
| 1978 | Umberto Inselvini      |                     |                    |
| 1979 | Paolo Venturini        |                     |                    |
| 1980 | Moreno Argentin        |                     |                    |
| 1981 | Maurizio Reali         |                     |                    |
| 1982 | Giancarlo Montedori    |                     |                    |
| 1983 | Manrico Ronchiato      |                     |                    |
| 1984 | Romano Randi           |                     |                    |
| 1985 | Claudio Santi          |                     |                    |
| 1986 | Massimo Podenzana      |                     |                    |
| 1987 | Roberto Garuti         |                     |                    |
| 1988 | Mauro Sandroni         |                     |                    |
| 1989 | Massimo Donati         |                     |                    |
| 1990 | Luca Scinto            |                     |                    |
| 1991 | Rosario Fina           |                     |                    |
| 1992 | Nicola Loda            |                     |                    |
| 1993 | Roberto Zoccorato      |                     |                    |
| 1994 | Marco Bellini          |                     |                    |
| 1995 | Denis Fuser            |                     |                    |
| 1996 | Fabrizio Guidi         |                     |                    |
| 1997 | Fabrizio Guidi         | Biagio Conte        | Marco Vergnani     |
| 1998 | Fortunato Baliani      | Allan Oras          | Giuseppe Di Fresco |
| 2000 | Massimilliano Martella |                     |                    |
| 2003 | Matteo Gigli           | Alessandro Delfatti | Fabio Borghesi     |
| 2004 | Diego Caccia           | Paolo Bailetti      | Dainius Kairelis   |
| 2005 | Gianluca Moi           | Alessandro Barotti  | Davide Bonucelli   |
| 2006 | Federico Canuti        | Aurélien Passeron   | Alexey Shchebelin  |
| 2007 | Davide Malacarne       | Dan Craven          | Vincenzo Garofalo  |
| 2008 | Enrico Zen             | Robert Vrečer       | Sacha Modolo       |
| 2009 | Enrico Battaglin       | Matija Kvasina      | Gianluca Brambilla |
| 2010 | Henry Frusto           | Davide Mucelli      | Marco Canola       |
| 2011 | Nicola Boem            | Enrico Barbin       | Marco Canola       |
| 2012 | Luca Benedetti         | Gennaro Maddaluno   | Paolo Totò         |
| 2013 | Gianfranco Zilioli     | Riccardo Pichetta   | Mirko Trosino      |
| 2014 | Marcin Mrozek          | Mirko Trosino       | Gianni Moscon      |
| 2015 | Nicola Gaffurini       | Mattia De Marchi    | Andrea Marchi      |
| 2016 | Ivan Martinelli        | Claudio Longhitano  | Ettore Carlini     |
| 2017 | Daniele Trentin        | Tommaso Fiaschi     | Luca Muffolini     |